# Jean-Claude Coiteux
Pour les articles homonymes, voir Coiteux.
Jean-Claude Coiteux né en 1916 et mort en 1960 à Saint-Damase est un céramiste québécois.

## Biographie
Il obtient un diplôme avec spécialisation en céramique de l'École des beaux-arts de Montréal en 1941. Il pratique la céramique à Hamilton, Ontario au sein de la Sovereign Potters Limited. De retour à Montréal, il s'associe au groupe de la Maîtrise d'arts à Montréal sous la direction de Louis Parent. En 1952, il établit son propre atelier à Cap Saint-François, Chicoutimi avec son épouse Marcelline. Pendant plusieurs décennies, ses œuvres sont présentées à la Centrale d'artisanat du Québec située à Montréal.

## Expositions
1957: Exposition de poteries de Jean-Claude Coiteux, Foyer du Palais Montcalm
1959: Les Arts du Canada-français, Vancouver Art Gallery